# Chalepus scutellatus
Chalepus scutellatus es un coleóptero de la familia Chrysomelidae.
Fue descrita científicamente en 1931 por Uhmann.